# Horisme
Horisme is een geslacht van vlinders van de familie spanners (Geometridae), uit de onderfamilie Larentiinae.

## Soorten
- H. aemulata (Hübner, 1813)
- H. aeolotis Prout, 1916
- H. albicristata Warren, 1906
- H. albifascia Herbulot, 1997
- H. albimedia Warren, 1906
- H. albiplaga Herbulot, 1988
- H. albostriata (Pagenstecher, 1907)
- H. alticameruna Herbulot, 1988
- H. angustealata Sterneck, 1928
- H. angustipennis Warren, 1906
- H. aquata

Grijze bosrankspanner (Hübner, 1813)
- H. arenosus Howes, 1910
- H. bamiana Wiltshire, 1966
- H. boarmiata Snellen, 1881
- H. brevifasciaria Leech, 1897
- H. brooksi Prout, 1941
- H. brunneata Warren, 1906
- H. caliginosa Warren, 1907
- H. calligraphata (Herrich-Schäffer, 1838)
- H. contaminata Warren, 1906
- H. corticata (Treitschke, 1835)
- H. cristata Walker, 1866
- H. cuprea Herbulot, 1972
- H. chlorodesma Meyrick, 1886
- H. dealbata Inoue, 1992
- H. disparata Herbulot, 1988
- H. disrupta Warren, 1906
- H. dryocyma Meyrick, 1928
- H. elachista West, 1929
- H. erythroides Prout, 1941
- H. eurytera Prout
- H. exoletata (Herrich-Schäffer, 1838)
- H. falcata Bang-Haas, 1907
- H. filia Prout, 1913
- H. flavofasciata Moore, 1888
- H. flavovenata Leech, 1897
- H. fusconotata Dognin, 1901
- H. genuflexa Prout, 1923
- H. gillettei Hulst, 1898
- H. gobiata Felder, 1875
- H. grisearia Holloway, 1979
- H. griseata Warren, 1906
- H. hirtivena Warren, 1906
- H. hyperythra Hampson, 1895
- H. illustris Prout, 1916
- H. impigra Prout, 1938
- H. incana Swett, 1917
- H. incurvaria (Erschov, 1877)
- H. intestinata Guenée, 1858
- H. intrepida Prout, 1932
- H. intricata Staudinger, 1882
- H. inturbida Herbulot, 1997
- H. invicta Prout, 1941
- H. jansei Fletcher D. S., 1956
- H. kawamurai Inoue, 1972
- H. labeculata Prout, 1932
- H. laurinata Schawerda, 1919
- H. leprosa Hampson, 1891
- H. leucophanes Meyrick, 1891

- H. leucotmeta Prout, 1923
- H. lichenosa Warren, 1906
- H. longispicata Fletcher D. S., 1956
- H. lucillata Guenée, 1858
- H. macularia Leech, 1897
- H. maerens Holloway, 1977
- H. marmorata Dognin, 1902
- H. milvaria Christoph, 1893
- H. minuata (Walker, 1860)
- H. mortuata Guenée, 1858
- H. murudensis Prout, 1926
- H. neocosma Dognin, 1910
- H. nigrovittata Warren, 1888
- H. notata Rothschild, 1915
- H. obscurata Prout, 1913
- H. olivata Warren, 1901
- H. palmeri Prout, 1916
- H. pallidimacula Prout, 1925
- H. parcata Püngeler, 1909
- H. plagiographa Turner, 1922
- H. plurilineata Moore, 1888
- H. praemaculata Prout, 1929
- H. predotai Bytinski-Salz, 1937
- H. punctiscripta (Prout, 1917)
- H. radicaria

Tweelingbosrankspanner (de La Harpe, 1855)
- H. rectilineata Taylor
- H. rufilunata Warren, 1906
- H. rufipicta Hampson, 1895
- H. scorteata (Staudinger, 1901)
- H. scotodes Turner, 1904
- H. scotosiata Guenée, 1858
- H. semirufata Warren, 1906
- H. steretica Prout, 1941
- H. sternecki Prout, 1938
- H. stratata Wileman, 1911
- H. submontana Holloway, 1977
- H. subradiata Warren, 1907
- H. superans Schaus, 1913
- H. suppressaria Walker, 1863
- H. symmetrozona Prout, 1923
- H. teresa Robinson, 1975
- H. tersata

Egale bosrankspanner Denis & Schiffermüller, 1775
- H. ustimaculata Warren, 1906
- H. ustiplaga Warren, 1899
- H. vitalbata

Bruine bosrankspanner (Denis & Schiffermüller, 1775)
- H. wittei Debauche, 1938
- H. xerophila Herbulot, 1988
- H. xylinata Warren, 1906